# Brezik (żupania licko-seńska)
Brezik – wieś w Chorwacji, w żupanii licko-seńskiej, w mieście Gospić. W 2011 roku liczyła 25 mieszkańców.